# Josef Ringler
Josef Ringler (* 27. Januar 1893  in Innsbruck; † 9. Januar 1973 ebenda) war ein österreichischer Kunsthistoriker und Volkskundler.

## Leben
Josef Ringler redigierte bereits als Schüler am Gymnasium in Innsbruck die Zeitschrift Der Krippenfreund. Er studierte Geschichte und Kunstgeschichte an der Universität Innsbruck, wo er am 9. Juli 1921 promoviert wurde, anschließend studierte er weiter an den Universitäten München und Köln. 1923 bis 1929 war er Assistent am Kunsthistorischen Institut der Universität Innsbruck bei
Heinrich Hammer (1873–1953), in dieser Zeit war er auch für die Neuaufstellung der Gemäldegalerie des Tiroler Landesmuseums Ferdinandeum verantwortlich. Von 1929 bis zu seiner Amtsenthebung aus politischen Gründen am 16. März 1938 war er Direktor des Tiroler Volkskunstmuseums in Innsbruck. Seit 1933 war er Mitglied des Verwaltungsausschusses des Ferdinandeums. 1939/40 fungierte Ringler, der dem Museumsverein Bozen angehörte, gemeinsam mit Nicolò Rasmo als Mitglied einer Kommission, die die Vereinssammlungen am Stadtmuseum Bozen in das Deutsche Reich überführen sollte, sofern diese gemäß Artikel 27 des Südtiroler Optionsabkommens als „deutsches“ Kulturgut einzustufen. 1940 wurde er Leiter der Arbeitsgruppe XII (Kunst, Museen, Volkskunde) der Südtiroler Kulturkommission des SS-Ahnenerbe bei der Hauptstelle Bozen der Amtlichen deutschen Ein- und Rückwanderungsstelle. Seit Herbst 1943 leitete er in der Operationszone Alpenvorland das Denkmalamt für die Provinz Bozen, seit dem 29. Mai 1944 auch die Soprintendenza ai Monumenti e Gallerie in Trient.
Von 1945 bis 1959 war er wieder Direktor des Tiroler Volkskunstmuseums. 1952 wurde er zum Ehrenmitglied der Universität Innsbruck ernannt, 1954 wurde er ehrenamtlicher Konservator für Denkmalpflege in Tirol, 1955 erhielt er den Titel Hofrat. 1959 erhielt er die Franz-von-Wieser-Medaille des Ferdinandeums, 1962 das Ehrenzeichen des Landes Tirol.
Von Band 14, 1921 bis Band 37, 1950 schrieb er für das Allgemeine Lexikon der Bildenden Künstler von der Antike bis zur Gegenwart zahlreiche Artikel zu Künstlern aus Tirol.

## Veröffentlichungen (Auswahl)
- Katalog der Gemäldesammlung. Museum Ferdinandeum, Innsbruck 1928.
- Schmiedeeiserne Grabkreuze. Eine Auslese vom Ausklang der Spätgotik bis zum Empire. Tyrolia, Innsbruck/München 1931.
- Deutsche Weihnachtskrippen. 1929.
- Tiroler Hafnerkunst (= Tiroler Wirtschaftsstudien, Bd. 22). Wagner, Innsbruck 1965.
- Tiroler Krippen unserer Zeit. 1966.
- Alte Tiroler Weihnachtskrippen. Zur Kenntnis ihrer geschichtlichen, volkskundlichen und künstlerischen Entwicklung. Wagner, Innsbruck/München 1969.
- Die barocke Tafelmalerei in Tirol. Versuch einer topographisch-statistischen Übersicht (= Tiroler Wirtschaftsstudien, Bd. 29). Wagner, München 1973.